# ザ・警察官
『ザ・警察官』（ザ・けいさつかん）は、コナミが製作したアーケードガンシューティングゲームシリーズ。第1作の移植版が2001年11月15日にPlayStation 2で発売されている。

## 概要
同社の『リーサルエンフォーサーズ』シリーズと同様に、プレイヤーは全国都道府県警察の警察官となって、架空の指定暴力団「極道会」の組員や幹部と銃撃戦を繰り広げ、全指名手配犯の逮捕を目指す。
ゲームの雰囲気はいわゆる「警察24時」と呼ばれるジャンルのドキュメンタリー番組がモチーフとなっており、各ステージは新宿歌舞伎町等の実在の場所が看板類を含めほぼ忠実に再現されている。
基本ルールは画面内にマークされた敵を銃撃し武装解除していくというもので、制限時間が無くなる、もしくは敵の攻撃を受けて殉職し所持しているライフ（残機）を全て失うとゲームオーバーとなる。
筐体の上部にはセンサーが装備され、プレイヤーの動きに合わせてプレイヤーキャラクターの姿勢（視点）が変わり、「物陰に隠れリロードする」という行動を行える斬新なシステムが取り入れられている。

## 階級システム
このゲームでは『リーサルエンフォーサーズ』に通ずる階級システムが搭載されている。ただ、昇進システムは同作のそれとは大きく異なる。
スタート時は巡査から始まり、狙撃ポイントを1回クリアするごとに経験値が1貯まり、3になると1階級昇進となる。
殉職した場合は巡査から再スタート。同僚や一般人を誤射した場合は今貯まっている経験値が0になるうえ1階級降格となる。
- 階級一覧（上ほど上位）
  1. スーパー警視総監[2] （『全国大追跡スペシャル』のみの最高階級。ライフ+100）
  2. 警視総監 （『新宿24時』では最高階級でライフ+100、『全国大追跡スペシャル』ではライフ+5）
  3. 警視監
  4. 警視長 （ライフ+3）
  5. 警視正
  6. 警視 （ライフ+1）
  7. 警部
  8. 警部補（タイムボーナス10秒）
  9. 巡査部長
  10. 巡査長（タイムボーナス5秒）
  11. 巡査（スタート）

各ボーナスは殉職し巡査から再スタートすると再び手に入れることができる。ゲーム終了時のハイスコアでの階級は最高到達階級となる。
何れの作品でも最高階級に到達するとライフ+100というゲームバランスを壊しかねないような膨大なライフを手に入れることができるが、時間切れによるゲームオーバーを迎えてしまうと、コンティニューを行ってもライフ数はデフォルト設定の数値に戻ってしまうので要注意。
これらのシステムは少々の変更を加えつつ、後続作品の『ワールドコンバット』『ウォートラントルーパーズ』『セイギノヒーロー』にも引き継がれる事となる。

## ザ・警察官 新宿24時
シリーズ第1作。東京都新宿を舞台に大量の拳銃の密輸を目論む指定暴力団「極道会」との対決を描く。ナレーター及びシステムボイスは田中信夫。
タイトルには『新宿』と銘打ってはいるが、ゲーム後半では拳銃の輸入元兼「極道会 リトルトーキョー支部」のあるアメリカ・ロサンゼルスが舞台となる。
台湾や韓国向けに稼動したアジア版もあり、こちらは新宿スタートでナレーション等は英語といった、日本版と欧米版との中間的な仕様となっている。
2001年にコナミより発売されたPS2版でも、同社から発売されたUSB接続式のセンサー「人工網膜センサーキャプチャーアイ」を併用することでAC版と同じ形態でのプレイが可能。

## 出演者

### プレイヤーキャラクター
制服警察官
8発装填の自動拳銃（グラフィック上は回転式拳銃のニューナンブM60 51mm銃身モデル）を使用。
通常の活動服に加え、誤射防止のためか、背面下部に警視庁ではなく「東京都警」（PS2版では「新宿警察」）と文字の入ったV字型反射ベストを着用。
他の同僚は全て機動隊装備のため、オープニングや逮捕時以外ゲーム中で活動服を着ているのはプレイヤーだけである。
なお、リトルトーキョーに移動するとグレーのスーツ姿になるが、このキャラが新宿警察署の制服警察官なのか国際捜査課の捜査員なのかは不明。
刑事
隠しキャラクター。性能は上記の警察官と全く同じ。暴力団事件に出動しているため、刑事部捜査四課に所属していると思われる。アフロヘアーで白スーツ上下に黒シャツ、サングラスを着用している。コイン投入し「HOW TO PLAY」画面が表示された後のストーリー説明デモ中（指名手配犯達の顔写真画面が消えるまで）にガンのトリガーを12回引き、12回目を引いたままスタートボタンを押す（ストーリーデモをスキップする）と出現する。

#### サポートキャラクター
機動隊
障害物の無い場所などで敵の銃弾からプレイヤーを守る遮蔽物となるが、誤射すると一階級降格&タイムロスとなる。プレイヤーが長時間攻撃せず隠れていると恨めしそうにこちらを見てくる。
濃い紺色の出動服に防弾面付66式鉄帽、ジュラルミン製大盾、自動拳銃を装備しているが拳銃は撃たない。出動服の背面には制服警察官と同様の文字に加え「POLICE」とも書かれている。
ロサンゼルス市警察制服警察官
リトルトーキョーに登場。自動拳銃を装備しているが、行動は遮蔽物に隠れて様子を伺うだけで、ゲームシステム上では一般市民とほぼ同様の存在。『新宿24時』では黒人のみが登場する。
白人は欧米版『POLICE 911』のプレイヤーキャラクターとしてのみ登場。こちらは8発装填の自動拳銃（グラフィック上はニューナンブM60）を使用し、新宿に移動すると茶色のスーツ姿になる。
ロサンゼルス市警察機動隊
リトルトーキョーに登場。動きは日本の機動隊と変わらないが、外見は紺色のBDU、黒色のフリッツヘルメットにボディアーマー兼タクティカルベストといったSWATに近い装備になる。

### 極道会組員

#### 一般組員 （雑魚敵）
組員A
中肉中背で黒服を着用。若干ながら色黒で僅かに口髭も生やしている。
組員B
黒服を着用。太めの体型でサングラスを掛けている。『全国大追跡スペシャル』ではしばしばボス（指名手配犯）の近くに居る。
組員C
色白で上半身裸（家庭版ではランニングシャツを着用）。容貌は組員Aと似ている。刺青を彫っている。
※雑魚組員の攻撃方法は以下の4種類。
（1）
「拳銃片手撃ち」。片手保持のため命中率はやや低く、撃つ間隔が長い。右手と右足を前に出し、左手は握りながら腰の辺りに位置させる構えをとる。
（2）
「拳銃両手撃ち」。片手に比べ命中率が高く、撃つ間隔も短い。肩幅程度に足を開き、両腕を真っ直ぐ伸ばす構え。
（3）
「サブマシンガン」。サブマシンガン（UZI）を乱射。非常に危険。横一直線に撃ってくる者と不規則に撃ってくる者がいる。肩幅程度に足を開き、腰溜めで銃を保持する構え。
（4）
「短刀特攻」。短刀を抱え、雄叫びを上げながら突進してくる。撃たなくとも回避すればどこかに消えていく。短刀を片手で構える者と両手で構える者がいる。

#### 特別指名手配犯 （ボスキャラクター）
各ステージのボス。これらの容疑者は、通常の組員と同じく1発でも銃弾を当てれば倒したとみなし、即刻逮捕できるが、通常の組員よりも命中判定が非常に厳しい。
プライバシー保護のため、目線及びモザイクといった処理がなされているが、プレイヤーが倒した瞬間、一瞬顔が見える事もある。
松山重信 （54）
このゲームのプロデューサー兼キャラクターデザイナーがモデル。第2ステージで登場。背中と腕に刺青を彫っている。黒ズボンを着用。
ダンプカーに5人の組員を乗せて暴走するも、銃撃を受けてダンプカーが操縦不能になり、近くのビルに激突して逮捕される。
リチャード・ハンセン （40）
第4ステージで登場。拳銃密輸ブローカー。金髪で髭を生やしている。白のスーツ上下に赤いシャツを着用。モザイクが取れた瞬間を見ると、ティアドロップ型サングラスをかけているのがわかる。
松岡圭介 （38）
第5ステージに登場。黒地に白ストライプのダブルスーツ上下に黒シャツ、赤ネクタイを着用。新宿駅から鉄道で逃亡を企てるも機動隊に追い詰められ逮捕。
モザイクが取れた瞬間を見ると、頭頂部がバーコード状になりかけているのがわかる。
李培栄 （47）
第6ステージに登場。ライトグレーのスーツ上下に白シャツ、地味なネクタイを着用。よく「李 倍栄」と誤記される（コナミ公式サイトでも誤記）。
JW001便でアメリカロサンゼルスに国外逃亡。リトルトーキョーにて車を暴走させ、プレーヤーの轢殺を試みる。
長田典子 （49）
第6ステージに登場。李培栄と同じく国外逃亡犯。この作品では唯一の女性の指名手配犯。水色のTシャツに革製のライダーススーツ（つなぎ）を上半身のみ脱いだ状態で着用している。
李培栄の運転する車の助手席に座っているだけで一切攻撃しない。李との関係は不明。（第6ステージの指名手配犯は、李容疑者を倒さなければ逮捕出来ない）欧米版『POLICE 911』では倉庫街に出現。
原口勝治 （67）
第9ステージに登場。国外逃亡犯。極道会組長。白髪。青いコートに赤いズボンを着用。プレイヤーに向かって正確にトリプルタップを決めるなど、高齢にもかかわらず拳銃の腕は抜群。

## ステージ一覧
1. 極道会の運営するナイトクラブ[3]
2. 新宿コマ劇場前広場
3. 歌舞伎町一番街
4. 新宿駅東口広場
5. 新宿駅プラットホーム
6. ロサンゼルス リトルトーキョー 西市街地
7. リトルトーキョー 西市街地 カーチェイス
8. リトルトーキョー 地下駐車場
9. リトルトーキョー 北西市街地

## POLICE 911
『ザ・警察官 新宿24時』の欧米版。ヨーロッパでは『POLICE 24/7』のタイトルで同内容のものが稼働した。
基本は同じだが、各ボイスが全て英語、プレイヤーキャラがロサンゼルス市警警察官、ステージがリトルトーキョーから始まり倉庫街ステージも追加などの相違が見られ、更に設定次第では同僚や一般市民を誤射した際の被害者が苦しむ姿と新聞記事が映る演出が「仲間や一般市民を撃つな!」との警告表示のみに差し替えられたものもある。

### 特別指名手配犯（『新宿24時』との比較）
リチャード・ハンセン （40）
第2ステージに登場。動きは新宿24時の原口勝治と同じ。
李培栄 （47）
第5ステージに登場。『新宿24時』と同じ出現場所だが、長田容疑者がおらず一人で車に乗っている。
長田典子 （49）
『POLICE 911』にのみ存在するステージ、倉庫街（第6ステージ）に登場。障害物が多く、長田容疑者は拳銃を、護衛の組員もマシンガンを発砲してくる。
松山重信 （54）
第8ステージに登場。『新宿24時』と全く同じ。
松岡圭介 （38）
第9ステージに登場。動きは『新宿24』時のリチャード・ハンセンと同じ。
原口勝治 （67）
第10ステージに登場。動きは『新宿24時』の松岡圭介と同じ。

### ステージ一覧
1. 極道会の運営するナイトクラブ（ロサンゼルス リトルトーキョー）
2. リトルトーキョー 北西市街地
3. リトルトーキョー 西市街地 カーチェイス
4. リトルトーキョー 地下駐車場
5. リトルトーキョー 西市街地
6. リトルトーキョー 倉庫街
7. 歌舞伎町一番街
8. 新宿コマ劇場前広場
9. 新宿駅東口広場
10. 新宿駅プラットホーム

## ザ・警察官2 全国大追跡スペシャル
シリーズ第2作。前作から1年後、香港マフィア「龍頭」と「極道会」の勢力抗争という設定で、今回は東京ばかりでなく全国6都市が舞台になる。ナレーター及びシステムボイスは小林清志。
プレイヤーキャラクターも多数用意され、ステージ構成も一本道ではなくプレイヤーの任意で2番目のステージをどこの都市にするか選べるようになった。第2ステージは通常より中身が短縮される。

## 出演者

### プレイヤーキャラクター
制服警察官
使用武器が前作からのグラフィックと合致する、5発装填の回転式拳銃（ニューナンブM60）に変更。リロードは最も早い。
V字型反射ベストの文字は「POLICE」に変更されている。前作と違い、一部にプレイヤーと同じ活動服を着た同僚も登場する。
婦人警察官
装備は制服警察官と全く同じ。但し発砲音が異なり、より強烈な音になっている。夏服を着用。また、殉職時に腕を押さえて苦しむことがある。
刑事（ゲーム内では私服警官）
グレーのスーツに白いシャツ、黒のジーパンとサングラス、アフロヘアーに濃い髭で色黒という、前作同様に癖のある外見。
装備は『新宿24時』の制服警察官と同じ8発装填の自動拳銃だが、リロードがやや早くなっている。
なお、ゲーム状のグラフィックでは特殊急襲部隊以外は全員ニューナンブを手にしている。
特殊急襲部隊
12発装填の短機関銃（H&K MP5KA4 PDW）を使用。連射可能だが着弾点が不安定でリロードも遅く、誤射の危険性が高い。
黒色のフリッツ型ヘルメット、ゴーグル、タクティカルベスト、ブーツを着用。出動服の両肩に警察庁のワッペンが付いている。
ヤンキー刑事
隠しキャラ。アメリカの警察から応援に駆けつけた、赤いスタジャンにサングラスを掛けた金髪白人男性。性能は刑事と同一。
コイン投入前にトリガーを12回引き、12回目を引きながらコインを入れれば、刑事から変わって選択可能になる。
金髪美女刑事
隠しキャラクター。設定、性能共にヤンキー刑事と同一だが、発砲音は婦人警官と同じ。プレイヤー選択画面では投げキスをする。出現方法は「ヤンキー刑事」と同じ。
メタル刑事
隠しキャラクター。性能は刑事と同一。全身を覆う銀色に輝くボディーの双肩に赤色灯が付いており、走る度に発光する。殉職の際、ギシギシと音を立てながら倒れる。
また、指名手配犯逮捕時にポーズを決める。コイン投入前にトリガーを10回引き、10回目を引きながらコインを入れれば使用可能になる。
ピンク婦警
隠しキャラクター。設定、性能共にメタル刑事と同一。ピンク色のミニスカポリスをモチーフとした制服を着用。
プレイヤー選択画面では銃のタイプが「5発タイプ」になっているが、実際は「8発タイプ」である。出現方法は「メタル刑事」と同じ。

#### サポートキャラクター
機動隊
プレイヤー昇格ならず。装備や行動も前作と同様（オープニング時のみ、ニューナンブを装備）で、プレイヤーを守る存在。背面の文字が「POLICE」のみに変更されている。
今回は指名手配犯の攻撃が過激になっているせいか、怯んで避けることも多くなっている。一方で、過激な攻撃にも怯まず立ち向かう隊員もいる。

### 敵キャラクター
組員A～C
前作と同様
組員D
灰色の開襟シャツ、灰色のジーンズ、サンダルを着用。
組員E
青いスカジャン、赤いTシャツ、白いズボン、黒いサンダルを着用。
組員F
深緑の作業服（若しくはBDU）、黒い軍用ブーツを着用。目付きが鋭い。
（この3人は日本刀による攻撃を行わず、短刀特攻はF以外全員行うため、この3人は極道会組員ではなく龍頭の構成員と思われる。）
※雑魚組員の攻撃方法は前作の （1） - （4）に加え、
（5）
「二挺拳銃」。転がりながら飛び出してくるため、撃つまでの時間が長い。命中率はやや高め。しゃがんだ姿勢のまま発砲する。
（6）
「日本刀」。プレイヤーの目の前に現れ、斬りかかってくる。
（7）
「手榴弾、火炎瓶」。手榴弾や火炎瓶を投げつけてくる。
なお、今作では短機関銃がMP5KA4 PDWに変更されている。また、 (1) と (2) の構え方のパターンも追加された。
（1）
「拳銃片手撃ち」。前作の構えの他に、足を大きく開き、右腕を真っ直ぐ伸ばし、左腕は脇を締めながら地面と水平にさせる構えを追加。
（2）
「拳銃両手撃ち」。前作の構えの他に、足を肩幅より広く取り、肘と膝を軽く曲げる構えを追加。
銃を撃つ度に両腕が大きく跳ね上がるため、口径が大きく威力が高い（=一般的に反動が大きい）銃を使用している。

### 特別指名手配犯
今作では前作に無かった「指名手配されていない組員」もステージボスとして登場し、また黒幕の指示のためなのか、乗り物を用いて過激な攻撃を行ってくる容疑者が多数登場する。
乗り物に乗った容疑者を逮捕するには、通常は操縦席の窓ガラスを撃ち破って容疑者を撃たなければならないが、裏技として乗り物本体に40発撃ちこんでも逮捕が可能となっている。
今作では極道会だけでなく龍頭の幹部も登場するため、前作と比べて外見や服装が多種多様となり肌の露出（上半身裸など）も多くなっているが、ネクタイをしている者は何れもいない。
これらの容疑者を確保する際、原則としてプレイヤーが男性キャラクターを使用している場合はそのキャラクター、女性キャラクターや2人がかりの確保では男性制服警察官が確保に当たる。
氏名不詳1
組事務所に登場。スキンヘッドで白ズボンを着用。組長席に座っている。背中には刺青が彫ってある。モザイクが取れた瞬間を見ると、髭面である事が分かる。
逮捕時には警官が2人がかりで確保に当たる。因みに確保後に「組長は既に逃亡した模様」と無線が流れるが、最後まで組長は出てこない。黒幕は出てくるが単なる極道会幹部であり組長ではない。
北谷貞治 （51）
札幌に登場。大通公園内で除雪車（ゲーム中では「パワーローダー」と呼称）を暴走させる。濃紺のズボンに白いランニングシャツという服装。上半身に刺青を彫っている。
なぜか他のステージと異なり、除雪車のみ30発の撃ち込みでの逮捕が可能で、その場合は容疑者を直接撃った場合と異なり、他のステージと同様に操縦席が爆発炎上して容疑者が飛び出してくる。
阿部忠信 （29）
新宿駅東口に登場。ショベルカーを暴走させ、警察車輛を破壊する。スキンヘッドで紫のダブルスーツ上下に白いランニングシャツを着用。モザイクが取れた瞬間を見ると髭面である事が分かる。
極道会の指名手配犯の中では最年少（高 浜元は28歳だが龍頭の構成員）であるにもかかわらず一番貫禄がある。逮捕時には警官が2人がかりで確保に当たる。
氏名不詳2
歌舞伎町一番街に登場。上半身裸に黒ズボンを着用。拳銃を持っているが、自身は発砲せず素早く逃げ回り続ける。極道会組員には珍しく刺青を彫っていないため、龍頭の構成員である可能性もある。
本村弘司 （32）
名古屋に登場。電線の殆どが地下に埋められている名古屋ならではの攻撃方法として、青色のセスナ機で飛来し、地面すれすれまで降りてきての体当たりを行う。黒尽くめの衣服を着用。
セスナ機を破壊した際に、名古屋名物である「大名古屋ビルヂング」やモニュメントの「飛翔」等の周辺物に突っ込みそうになると、上空へとワープするようになっている。
また、ゲーム筐体（モニターの両端）には「観光バスを乗っ取った犯人が名古屋駅前を暴走…」という説明が記載されているが、この設定は使用されていない。
高 浜元 （28）
大阪に登場。龍頭の幹部。伊丹空港（大阪国際空港）から白いヘリコプターを強奪して戎橋上空に飛来。攻撃方法は機体を用いた体当たりと短機関銃による発砲。
白スーツ上下を素肌の上に着用（しかも腕まくり）、さらに白い靴というマフィア丸出しのファッション。プレーヤーが倒した瞬間の距離次第では、道頓堀川に飛び込む。
阿部忠信と同様、逮捕時には警官が2人がかりで確保に当たる。
古 家亙 （47）
神戸に登場。龍頭の幹部で緑色のチャイナドレスを着用。今作唯一の女性指名手配犯。南京町広場の東屋の屋根から左右どちらかに飛び降り、とてつもない速さで動き回りながら自動拳銃を発砲する。
梅沢幸治 （54）
博多に登場。であい橋にて民間人を人質に取りながら、短機関銃を乱射してくる。ショッキングピンクのジャケットに黒シャツ、白ズボン、黒い靴を着用。
人質を誤射すると順番に従って新たな人質を取り、3回目の誤射後は雑魚組員と同じ形で短機関銃を乱射する。登場してすぐ橋を渡る時にも逮捕可能だが、短機関銃の存在もあり難易度は非常に高い。但し、この段階では未だ人質を取ってないので遠慮なく発砲出来る。
熊 谷章 （41）
難波と梅田に登場。龍頭のボス。難波と梅田で動きが異なる。難波ではパトカーに隠れ一人で拳銃を撃ちつつ手榴弾を投げ、梅田では多数の部下と共に自動拳銃を撃つ。
中国風の模様が施された功夫着を着用。生え際の後退具合や白髪の多さから、年齢よりかなり老けて見える。
松山重信 （55）
梅田に登場。前作にも登場した一連の事件の黒幕。ダンプ暴走事件で逮捕された後、脱獄していた。警察に復讐するべく、極道会と龍頭のメンバーに指示し、今回の事件を起こさせた。
外見は前作のAC版と同様、上半身裸で刺青を彫っており、黒ズボンを着用。自身は自動拳銃を装備し、極道会組員Bが2名随行しているが、何れも警察から逃げる事に必死なのか攻撃は行ってこない。
プレイヤーが松山を撃てたか否かで直後の確保兼ステージリザルト画面が変わる。プレイヤーが発砲せずとも、機動隊に包囲されて転倒し制服警官2名に確保されるようになっている。

## ステージ一覧
- 極道会組事務所
- 札幌大通り公園
- 新宿東口広場
- 新宿歌舞伎町一番街
- 名古屋駅東口前ロータリー
- 大阪戎橋
- 大阪道頓堀
- 神戸南京町
- 博多であい橋
- 難波タクシー乗り場/梅田アーケード下

## その他
- ステージの天候は「晴れ（曇り）」と「雨」の2種類がある。殉職などのミスをせずに進むと雨が降る確率が高くなる。雨の場合、晴れと比べて「視界が悪くなる」、「一般市民が減る」などの差異がある。
- 極道会組事務所ドアには、札幌を選んだ場合「極道商事 札幌支部」といった具合に、選択したステージの地名が入るようになっている。
事務所内には「仁義」「義」などと書かれた額や代紋[13]の入った額、組名の入った提灯、神棚、鎧兜、観葉植物などがあり、提灯があることから、極道会は博徒系である可能性が高い。
- 事務所への強行突入は無線の内容から刑事部捜査第四課長の指示で行われている。現在であれば『新宿24時』は組織犯罪対策第四課、第五課が担当となる。
『全国大追跡スペシャル』では各警察組織毎に名称は異なるが、暴力団担当の部署が担当となる。
- ゲーム中では「大通り公園」となっているが、正確には「大通公園」である。コナミ公式サイトの表記も「大通公園」となっている。
- パトカーに書かれている文字は何故か名古屋ステージでは“名古屋県警”、神戸ステージでは“神戸県警”となっている。新宿ステージでは表記すらない。
- コース選択で神戸を選ぶと、オープニングで他の都市は「事件発生」とナレーションが流れるが、神戸だけは「発砲事件発生」となる。
- ステージに配置されている白や銀色のセダンは、オープニングムービーで車内の組員を警官隊が取り押さえるシーンがある・車両進入禁止区域[14]への乗り入れから、極道会もしくは龍頭の所有車である。
- 組事務所と梅田アーケード下以外のステージは全て交番の付近である。更にスタート地点は現場から見て交番の位置している方向からとなっている。
- 博多ステージの橋の下や梅田ステージでは、発砲音や敵の声が反響する。
- 最終ステージが難波の場合、今回の事件の黒幕である松山容疑者は登場しないが、難波ステージ終了後に犯行指示者（松山容疑者）を逮捕したとの連絡が入る。
- 前作同様、今作にも海外版が存在する。名称は『POLICE911 2』。ステージは日本のものをそのまま使用しており、ステージ自体には相違はない。
各ステージは地名はそのままだが、大通公園が「PARK」、新宿駅東口が「STATION SQUARE」、道頓堀が「DOWN TOWN」になる等、細かい場所の名称は変更されている。
無線も全て英語だが、歌舞伎町一番街を「ICHIBANGAI」、道頓堀を「DOUTONBORI」、戎橋を「EBISUBASHI OSAKA MINAMI AREA」、大通公園を「ODORI PARK NICHOME」等、日本名も用いられている。
また、プレイヤーキャラクターは制服警官と特殊急襲部隊は日本と同じだが、婦人警官と刑事がそれぞれ「金髪美女刑事」、「ヤンキー刑事」に変更され、誤射時の演出も前作の規制版と同様になっている。

### 難波あるいは梅田に分岐する条件
各ステージ（事務所と第二ステージを除く）に一回だけ登場する“シークレット敵”（橙色の円で表示。非常に素早く、登場するシーンで殉職・誤射をすると登場しなくなる）を3人撃つ。
成功すると、ブザーが鳴る。なお、3人目を仕留めると金属音が鳴り、それ以降のステージには出てこなくなる。仕留めた数は画面右上に星の数で表示される。

### リアルモード
ステージ選択画面において、（1）筐体のボタンを押しながら（2）銃口を画面外に向けトリガーを15回引き（3）ボタンから手を離しステージを選択、と行うと「リアルモード」が遊べるようになる。
ゲーム開始後の画面右上に「REAL MODE」と出ていれば成功。敵の存在を示す赤マーカーが消え、敵の銃弾の速度が実銃と同様になっている等、文字通りリアルなモードである。
撃たれた瞬間に被弾する弾の速度に加え、敵の命中率も格段に上がり、しかも出現直後に発砲する敵多数と脅威的な難易度になっている。
初心者向けの救済措置（「仲間や一般市民を撃つな!」等の注意）もなくなっており、組事務所突入直後に殉職、または同僚警官誤射なども起こる。